# 산투안토니우 (푼샬)

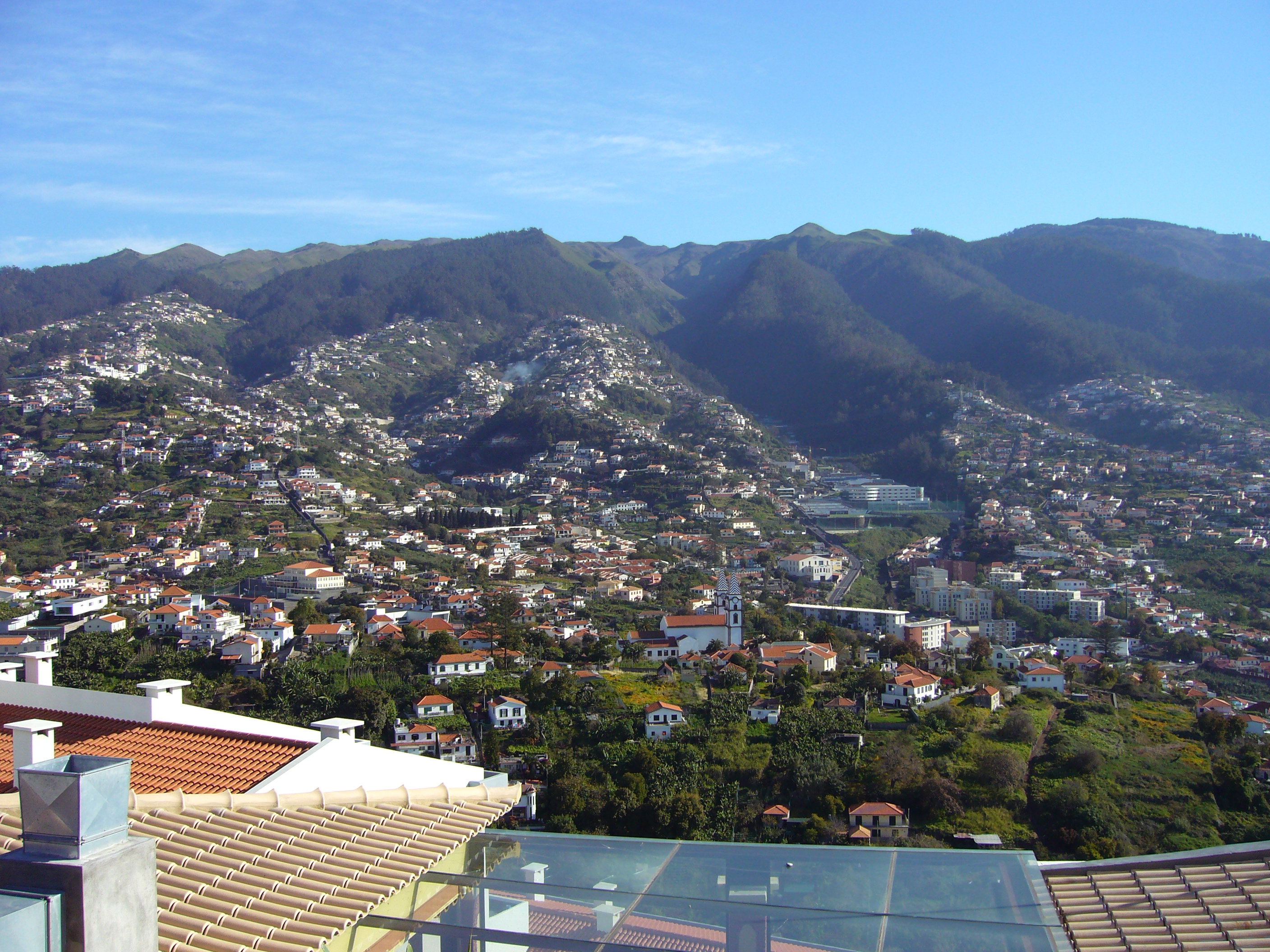
산투안토니우 시가지

산투안토니우(포르투갈어: Santo António, 포르투갈어로 "성 안토니오"를 의미)는 마데이라 푼샬 북서쪽에 있는 시민 교구이다. 중앙 푼샬에서 북서쪽으로 3km쯤 떨어진 곳에 위치하고 있다. 군도에서 가장 인구가 많은 시민 교구로 섬의 산악 지대까지 뻗어 있다. 2011년 기준 인구는 27,383명, 면적은 22.16 킬로미터 2이다.